# Bossey Bangou
Bossey Bangou ist ein Dorf im Arrondissement Niamey IV der Stadt Niamey in Niger.

## Geographie
Das von einem traditionellen Ortsvorsteher (chef traditionnel) geleitete Dorf liegt im ländlichen Gemeindegebiet von Niamey an einem Trockental. Zu den umliegenden Siedlungen zählen der Weiler Fondo Ga im Nordosten, der Weiler Gayi Kouara im Osten und das Dorf Bossey Bongou Château im Westen.

## Bevölkerung
Bei der Volkszählung 2012 hatte Bossey Bangou 700 Einwohner, die in 99 Haushalten lebten. Bei der Volkszählung 2001 betrug die Einwohnerzahl 845 in 132 Haushalten.

## Wirtschaft und Infrastruktur
Die Niederschlagsmessstation von Bossey Bangou wurde 1981 in Betrieb genommen.